# Kalí Liménes
Kalí Liménes, en grec moderne : Καλοί Λιμένες (« Bons-Ports »), est un village côtier du dème de Phaistos, en Crète, en Grèce. Selon le recensement de 2011, la population de Kalí Liménes compte 21 habitants. Il est situé à une altitude de 10 m et à 77 km de Héraklion.
En face du port et à quelques centaines de mètres, se trouve l'île Apóstolos Pávlos (Απόστολος Παύλος), que les habitants appellent petite île, et où se trouvent des installations pour le ravitaillement des navires de mer. Un deuxième îlot, situé à quelques centaines de mètres, au sud-ouest du premier, est connu sous le nom de grande île ou île Bovianó (μεγάλο νησί - μπομπιανό νησί). Sur une colline voisine se trouve également une église dédiée à l'apôtre Paul, construite en 1911. Une église apparaît exactement au même endroit sur les cartes vénitiennes de 1700. À côté de l'église se trouve une petite grotte, où, selon la tradition, l'apôtre Paul a résidé. Environ 2 kilomètres à l'est se situe un troisième îlot connu sous le nom de Tráfos, en face duquel se trouvent les vestiges archéologiques de la ville antique de Lasaea (en).

## Galerie

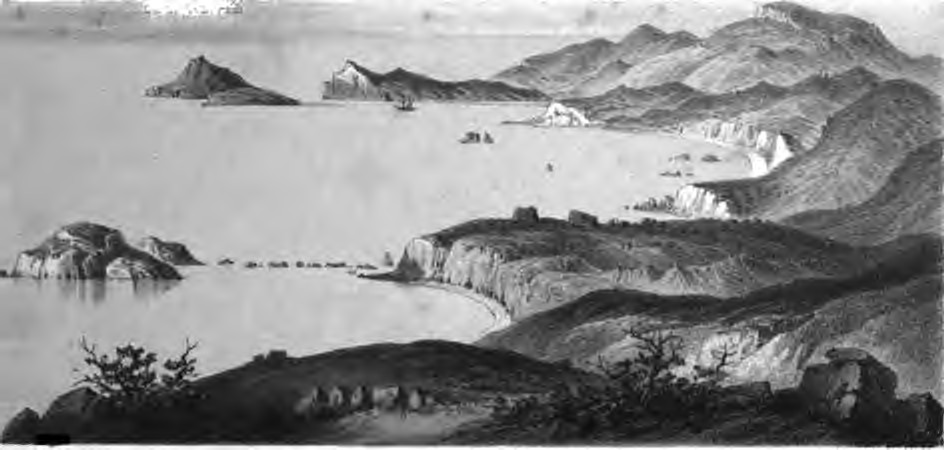
Kalí Liménes (1865).
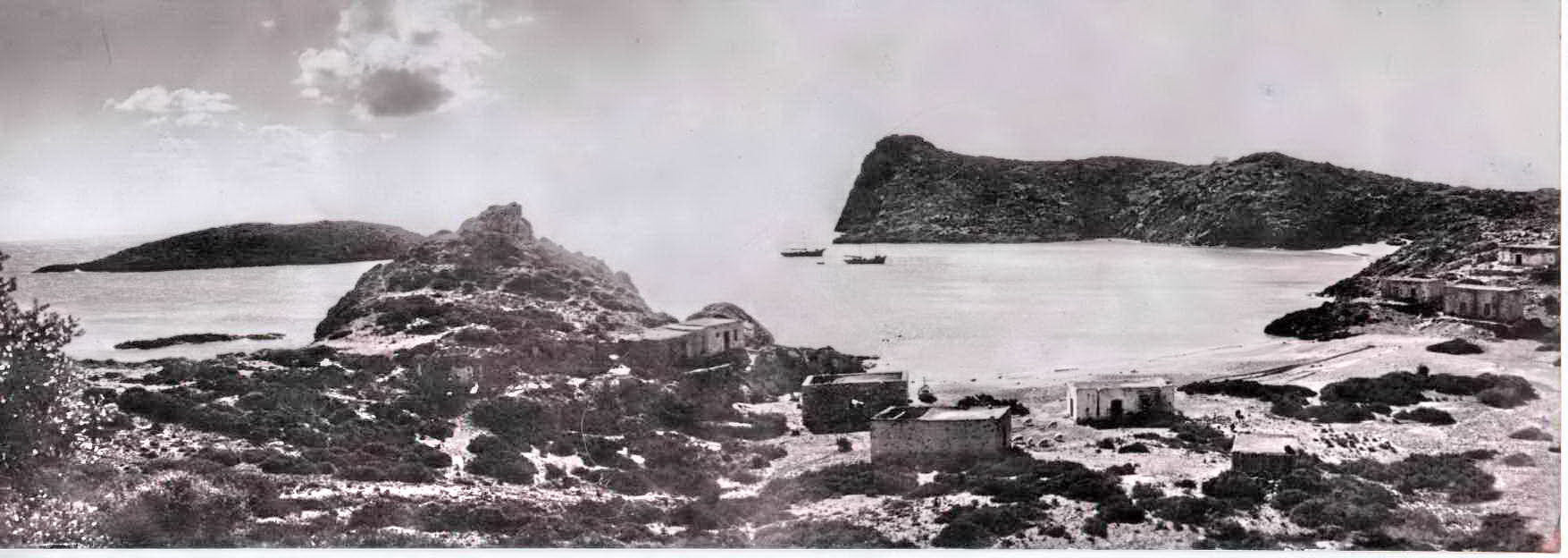
Kalí Liménes (1920).
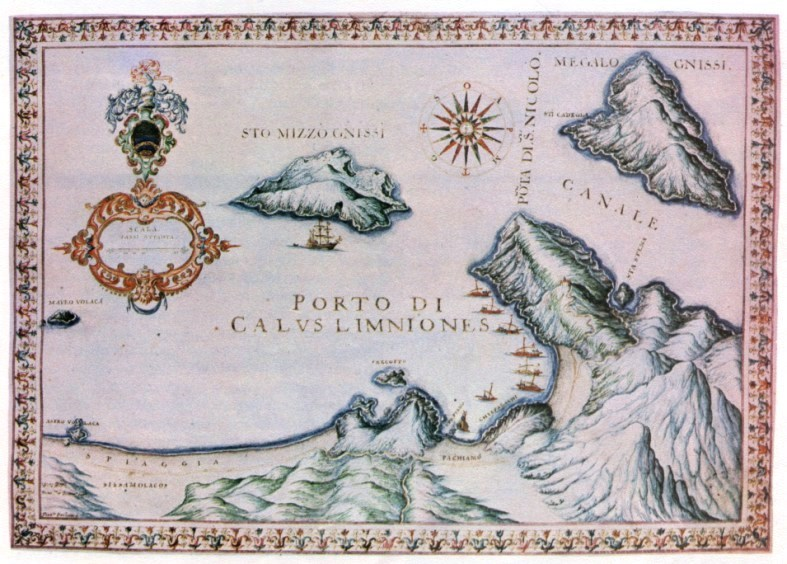
Carte de Kalí Liménes (1650).